# アル・アフドゥードゥ
アル・アフドゥードゥ・クラブ（英語:  Al-Okhdood Club, アラビア語: نادي الأخدود）は、サウジアラビアのナジュラーンをホームタウンとする、サウジ・プロフェッショナルリーグに加盟するプロサッカークラブである。

## タイトル

### 国内タイトル
- サウジ・セカンド・ディヴィジョン : 2回
  - 1991-92, 2020-21
- サウジ・サード・ディヴィジョン（英語版） : 2回
  - 2003-04, 2017-18

### 国際タイトル
- なし

## 現所属メンバー
2023年11月14日現在
注：選手の国籍表記はFIFAの定めた代表資格ルールに基づく。
| No. | Pos. |                 | 選手名                                                    |
| --- | ---- | --------------- | --------------------------------------------------------- |
| 1   | GK   | ブラジル        | パウロ・ヴィトール                                        |
| 2   | DF   | サウジアラビア  | アブドゥッラフマーン・アッ＝リーオ                        |
| 3   | DF   | ルーマニア      | アンドレイ・ブルカ                                        |
| 4   | DF   | サウジアラビア  | サイード・アッ＝ルバイイー (アル・シャバブからレンタル中) |
| 5   | DF   | ジョージア (国) | ソロモン・クヴァークベリア                                |
| 6   | MF   | サウジアラビア  | イード・アル＝ムワッラド                                  |
| 7   | MF   | サウジアラビア  | サーレハ・アル＝ハールスィー                              |
| 8   | DF   | サウジアラビア  | フセイン・アル＝ザブダニ                                  |
| 9   | FW   | カメルーン      | レアンドロ・タワンバ                                      |
| 10  | MF   | ルーマニア      | フロリン・タナセ                                          |
| 11  | MF   | スペイン        | アレックス・コリャード (レアル・ベティスからレンタル中)   |
| 12  | MF   | サウジアラビア  | アブドゥルアズィーズ・アル＝ハティーラ                    |
| 13  | MF   | サウジアラビア  | ムスレハ・アッ＝シャイフ                                  |

| No. | Pos. |                | 選手名                                                  |
| --- | ---- | -------------- | ------------------------------------------------------- |
| 14  | MF   | エジプト       | アハメド・モスタファ (スムーハSCからレンタル中)         |
| 15  | DF   | サウジアラビア | ナーイフ・アスィーリー                                  |
| 17  | MF   | サウジアラビア | シャルフィ・アル＝サリーム                              |
| 18  | MF   | コロンビア     | セバスティアン・ベトロサ                                |
| 19  | MF   | サウジアラビア | サウード・サーレム                                      |
| 20  | DF   | サウジアラビア | ハマド・アル＝マンスール (アル・ナスルからレンタル中)   |
| 21  | FW   | サウジアラビア | ムハンマド・アル＝ジャヒーフ                            |
| 23  | GK   | サウジアラビア | フセイン・シャイアーン                                  |
| 24  | FW   | サウジアラビア | ムラード・ホダリー (アル・アハリ・ジッダからレンタル中) |
| 25  | GK   | サウジアラビア | アブドゥルアズィーズ・アル＝アワルディ                  |
| 27  | MF   | サウジアラビア | アワド・ハミース                                        |
| 77  | MF   | サウジアラビア | ハサン・アル＝ハビーブ                                  |
| 99  | FW   | ナイジェリア   | セイヴァー・ゴドウィン                                  |

監督
- ジョルジ・メンドンサ

## 歴代監督
- ジョルジ・メンドンサ 2023-

## 歴代所属選手
- アレックス・コリャード 2023-